# Семилетка (Костанайская область)
Семилетка (каз. Семилетка) — село в Костанайском районе Костанайской области Казахстана. Входит в состав Ждановского сельского округа. Находится примерно в 27 км к юго-западу от центра города Костаная. Код КАТО — 395445800.

## Население
По данным 1999 года, в селе не было постоянного населения. По данным переписи 2009 года, в селе проживало 157 человек (77 мужчин и 80 женщин).